# Maniola laeta
Maniola laeta är en fjärilsart som beskrevs av Otto Staudinger 1886. Maniola laeta ingår i släktet Maniola och familjen praktfjärilar. Inga underarter finns listade i Catalogue of Life.